# Grand Prix-wegrace van India
De Grand Prix van India voor motorfietsen is een motorsportrace, die in 2023 voor het eerst in het kader van het wereldkampioenschap wegrace werd verreden. De race wordt gehouden op het Buddh International Circuit. Het is de eerste internationale motorsportrace die op deze baan werd gehouden; in 2013 stond een race in het wereldkampioenschap superbike gepland, maar deze werd afgelast vanwege aanpassingen aan het circuit.

Buddh International Circuit

## Statistiek WK-races
| Editie | Seizoen | Circuit | Klasse | Winnaar                  | Tweede                | Derde                     | Poleposition             | Snelste ronde            |
| ------ | ------- | ------- | ------ | ------------------------ | --------------------- | ------------------------- | ------------------------ | ------------------------ |
| 1      | 2023    | Buddh   | Moto3  | Jaume Masiá (Honda)      | Kaito Toba (Honda)    | Ayumu Sasaki (Husqvarna)  | Jaume Masiá (Honda)      | Ayumu Sasaki (Husqvarna) |
| 1      | 2023    | Buddh   | Moto2  | Pedro Acosta (Kalex)     | Tony Arbolino (Kalex) | Joe Roberts (Kalex)       | Jake Dixon (Kalex)       | Pedro Acosta (Kalex)     |
| 1      | 2023    | Buddh   | MotoGP | Marco Bezzecchi (Ducati) | Jorge Martín (Ducati) | Fabio Quartararo (Yamaha) | Marco Bezzecchi (Ducati) | Marco Bezzecchi (Ducati) |

## Noot
1. ↑  Officieel vond er geen telling plaats